# Pascal Donnadieu

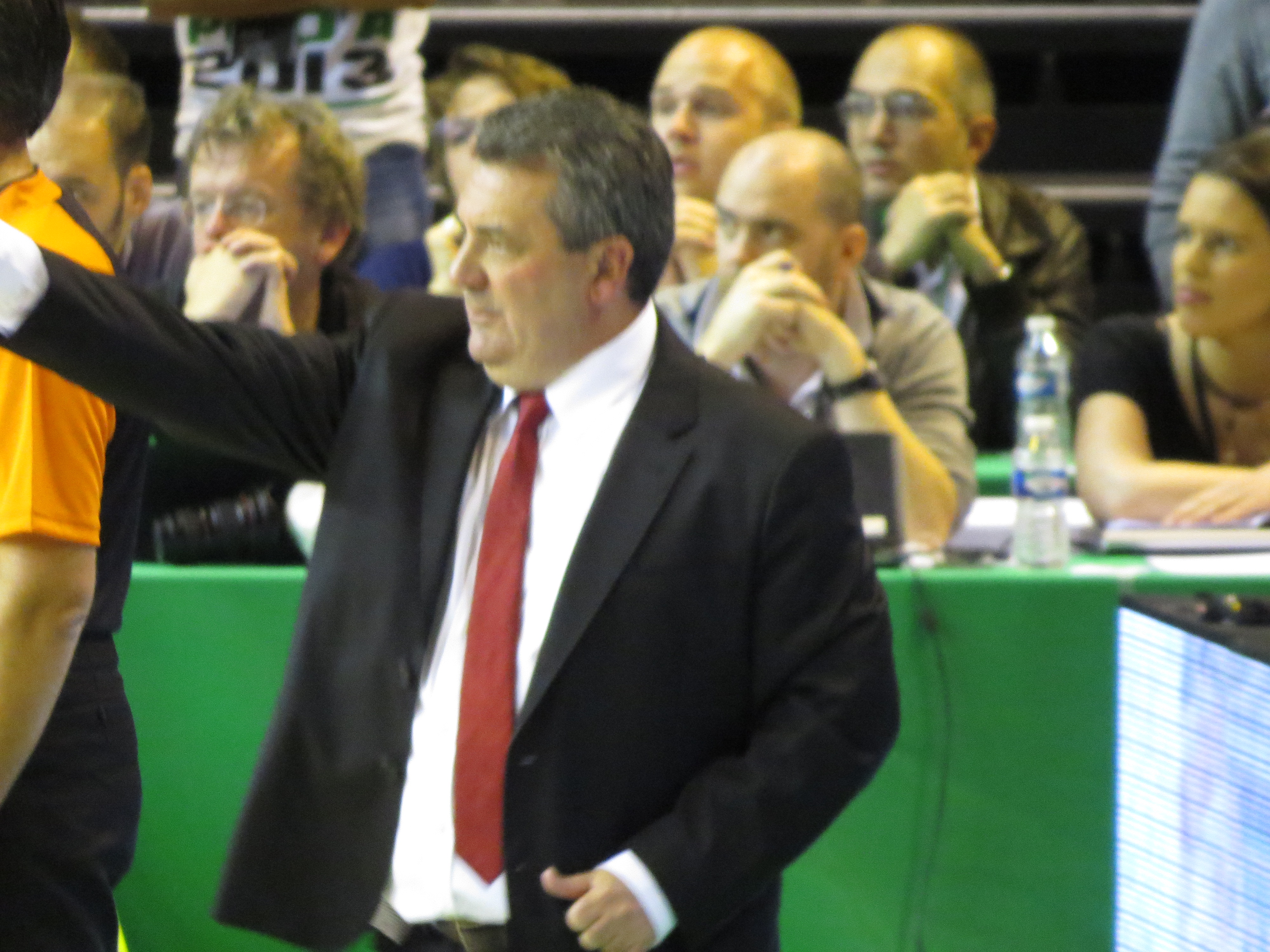
Donnadieu im Jahr 2013

Pascal Donnadieu (* 29. Mai 1964 in Suresnes) ist ein französischer Basketballtrainer. Er war von 1987 bis 2024 Trainer von JSF Nanterre.

## Leben
Donnadieu spielte ab 1970 Basketball in der Jugend des Vereins Jeunesse sportive des Fontenelles (JSF) de Nanterre. Sein Vater Jean war ab 1974 Vorsitzender des Vereins.
Er war drei Jahre lang beim Nachbarverein Rueil A.C, 1987 trat Donnadieu bei JSF Nanterre das Traineramt an. Zunächst war er noch hauptberuflich als Bankangestellter tätig. Er führte die unterklassige Mannschaft zwischen 1987 und 2001 zu neun Aufstiegen, 2004 war man in der zweithöchsten Spielklasse Frankreichs, ProB, angekommen. 2011 gelang Donnadieu mit Nanterre der Aufstieg in die oberste französische Liga, die ProA, er wurde 2011 als bester Trainer der ProB ausgezeichnet. In der Saison 2012/13 wurden Nanterre unter Donnadieus Leitung französischer Meister. Dieser Erfolg wurde als große Überraschung eingestuft, da Nanterre die Hauptrunde als Tabellenachter abgeschlossen und in der Endspielserie gegen Straßburg das erste Spiel mit 55:89 deutlich verloren hatte. Als bester Spieler des Finals wurde Donnadieus Schützling David Lighty ausgezeichnet.
Von 2014 bis 2016 war Donnadieu neben seiner Tätigkeit in Nanterre Cheftrainer der französischen Nationalmannschaft. Mit Nanterre gewann er 2015 und 2017 den französischen Pokalwettbewerb sowie 2015 (EuroChallenge) und 2017 (FIBA Europe Cup) jeweils europäische Vereinswettbewerbe. 2016 wurde er abermals zusätzlich zu seinen Aufgaben auf Vereinsebene für den Verband tätig und gehörte fortan als Assistenztrainer zum Stab der französischen Nationalmannschaft. In der Saison 2018/19 wurde Donnadieu als bester Trainer der französischen Liga ausgezeichnet, er hatte Nanterre in der Saison ins Halbfinale geführt, dort schied man aus. Als Co-Trainer der französischen Nationalmannschaft war er bei der Weltmeisterschaft 2019 am Gewinn der Bronzemedaille, 2021 an Olympiasilber und 2022 am zweiten Platz bei der Europameisterschaft beteiligt. In der Saison 2020/21 wurde der von Donnadieu geförderte und als Ausnahmetalent eingeschätzte Victor Wembanyama als bester junger Spieler der französischen Liga ausgezeichnet. Im März 2023 gab Donnadieu bekannt, nach den Olympischen Sommerspielen 2024 in Paris seine Trainerlaufbahn zu beenden. Bei den Spielen in der französischen Hauptstadt trug er dazu bei, dass die französische Mannschaft Silber gewann.